# Peter Kramp
Peter Kramp (* 23. Juli 1911 in Barmen; † 10. Februar 1975 in Frankfurt am Main) war ein deutscher Anthropologe und Hochschullehrer.

## Leben
Kramp schloss 1931 seine Schullaufbahn in Barmen mit dem Abitur ab. Danach studierte er an der Universität Halle Botanik und Zoologie und nach dem Wechsel an die Universität München im Hauptfach Anthropologie sowie als Nebenfächer Zoologie und Physiologie. Im November 1937 wurde er zum Dr. rer. nat. promoviert. Danach war er kurzzeitig Stipendiat der DFG und schließlich Assistent bei seinem Lehrer Theodor Mollison in München, wo er sich 1942 habilitierte.
Ab 1943 war er Assistent an der anthropologischen Abteilung des „Instituts für Erbgesundheit und Rassenpflege“ der Universität Frankfurt unter Heinrich Wilhelm Kranz. Ab 1944 war er in Frankfurt als Privatdozent tätig. Nach Ende des Zweiten Weltkrieges leitete er als Direktor das Anthropologische Institut an der Universität Frankfurt und kommissarisch das Institut für Vererbungswissenschaft. 1950 wurde er zum außerplanmäßigen, 1958 zum außerordentlichen und 1963 zum ordentlichen Professor für Anthropologie an der Universität Frankfurt berufen. Krankheitsbedingt trat er im Februar 1973 in den Ruhestand.

## Schriften
- Die bajuvarischen Reihengräberskelette vom Riegeranger in München-Giesing : Ein Beitr. zum Problem d. süddt. Brachykephalie, Schweizerbart, Stuttgart 1939. Aus: Anthropol. Anzeiger. Jg. 15, H. 2. (zugleich München, Naturwiss. Diss.)
- Der erbbiologische Abstammungsnachweis, J. F. Lehmanns Verl., 1939–1942. Aus: Der Biologe. Jg. 8, H. 12. Jg. 9, H. 9/10. 11. Jg. 11, H. 3/4. (zugleich München, Naturwiss. F., Hab.-Schr.)